# 佐藤卓哉
佐藤卓哉，出身於宮城縣的日本動畫導演、演出家、編劇。

## 作品

### 電視動畫
- 绝对无敌（1991年）演出、分鏡
- 小巫仙（1992年－1993年）分鏡、演出
- 奇蹟女孩（1993年）演出
- 秀逗泰山（1994年）分鏡、演出
- （1995年）監督、作畫
- 快打旋風II V（1995年）監督補、分鏡、演出
- （1996年）分鏡、演出
- 愛麗絲偵探局（1996年）分鏡
- 玲音（1998年）分鏡
- 麗佳公主（1998年）分鏡
- 槍神（1998年）分鏡（名義）
- （1998年）分鏡
- 魔法使Tai!（1999年）分鏡
- 火魅子傳（1999年）分鏡
- 布布恰恰（1999年）分鏡
- 我家也有外星人（2000年）導演、腳本
- 銀裝騎攻（2000年）分鏡
- 學園戰記無量（2001年）分鏡
- 彗星公主（2001年）分鏡
- 地球防衛家族（2001年）分鏡
- 逮捕令 Second Season（2001年）腳本
- 彩夢芭蕾（2002年－2003年）第6、11話腳本
- 十二國記（2002年－2003年）第3、8、19、32話分鏡
- 奇諾之旅（2003年）分鏡
- （2003年）分鏡
- 急救超人兵團（2003年）分鏡
- 北方戀曲（2004年）第11、12話腳本
- 美鳥日記（2004年）第2、6話腳本、第12話分鏡
- 怪俠佐羅利（2004年）分鏡
- 熊貓鐵金鋼（2004年）監督協力
- 現視研（2004年）分鏡
- 草莓棉花糖（2005年）導演、構成
- Fate/stay night（2006年）系列構成、腳本
- 怪傑佐羅力2（2006年）分鏡
- 艾瑪（2007年）第11劃分鏡
- CODE-E（2007年）系列構成、腳本
- 南家三姊妹（2007年）分鏡
- 死后文（2008年）分鏡
- 秀逗魔導士REVOLUTION（2008年）ED分鏡、演出
- Mission-E（2008年）腳本
- 純情羅曼史2（2008年）分鏡
- 黑神（2009年）分鏡
- TIGER×DRAGON！（2009年）分鏡
- 學生會的一存（2009年）導演、分鏡
- 嬌蠻貓娘大橫行（2010年）第10話導演、腳本、分鏡
- 女僕咖啡廳 (漫畫)（2010年）分鏡
- Steins;Gate（2011年）導演 ※與滨崎博嗣共同名義。
- 只要妳說妳愛我（2012年）導演・系列構成
- 黃金拼圖（2013年）分鏡
- 來自風平浪靜的明天（2014年）分鏡
- Selector infected WIXOSS（2014年）導演、分鏡
- 排球少年！！（2014年）腳本
- 少女們向荒野進發（2016年）導演
- 啟航吧！編舟計畫（2016年）劇本
- RErideD -穿越時空的德理達-（2018年）導演
- 裏世界遠足（2021年）導演、系列構成
- 平凡上班族到異世界當上了四天王的故事（2025年）分鏡
- 歌聲是法式千層酥（2025年）總導演[1]、劇本
- cocoon 繭 ～來自某個夏天的少女們～（2025年）音響監督、創意顧問

### OVA
- 一擊殺虫！！HOIHOIさん（2004年）導演、腳本、分鏡
- 草莓棉花糖 Original Video Animation（2007年）導演、構成、腳本
- 草莓棉花糖 encore（2009年）導演、構成、分鏡
- （2011年）脚本
- 只要妳說妳愛我 漫画附赠版（2013年）导演、構成、脚本（綾奈由仁子共同脚本）
- 牽牛花與加瀨同學。（2018年）导演、企画、脚本、分镜、演出、原画、音響監督
- 時光沙漏fragtime（2019年）导演、脚本

### 劇場版動畫
- Fate/stay night Unlimited Blade Works（2010年）劇本
- 五彩繽紛（2010年）人物概念協力
- 順其自然的日子（2020年）導演、劇本

## 外部連結
- 佐藤卓哉的X（前Twitter）

1. ↑  . Comic Natalie. 2024-09-22  [2025-08-15] （日语）.